# Григорије Микић
Григорије Микић (1882 — 1957) био је српски свештеник, катихета и гимназијски професор.

## Биографија
Рођен је 24. фебруара 1882. у Мартинцима, у Срему. Основно школовање је довршио у Врбасу, а Велику српску православну гимназију у Новом Саду. Богословију је завршио у Сремским Карловцима 1906. године. Слушао је предавања из филозофије и теологије у Загребу, Будимпешти и Женеви.
Цели радни век проводи као професор у средњим школама. Од 1909 — 1912. године ради као вероучитељ у гимназији у Сремској Митровици, а од 1912 — 1941. године предаје катихизис и француски језик у гимназији у Сремским Карловцима. Године 1941, је, заједно са својом породицом, протеран од стране усташких власти у Србију. До године 1943, када је пензионисан, ради као професор гимназије у Аранђеловцу.
Био је члан више административних тела у Српској православној цркви и министарству просвете; те страствени пчелар. Од 1925 — 1929. године био је уредник часописа Српски пчелар, а на богословији је уз морално богословље предавао пчеларство као изборни предмет.
Микић је интензивно проучава црквену историју и његова биографија је објављена у Енциклопедији српске историографије.
Написао је два изузетно квалитетна гимназијска уџбеника: Преглед историје хришћанске цркве и Српска црква. Исти су били у употреби до Другог светског рата. Почетком 21. века исти уџбеници су поново објављени и служе као допунски садржаји у настави веронауке у средњим школама.